# Stirchley
Stirchley är en ort i civil parish Stirchley and Brookside, i distriktet Telford and Wrekin, i grevskapet Shropshire, i England. Stirchley var en civil parish fram till 1966 när blev den en del av Dawley. Civil parish hade 107 invånare år 1961.